# Екатеринбург (подводная лодка)
К-84 «Екатеринбу́рг» — советский и российский ракетный подводный крейсер стратегического назначения проекта 667БДРМ «Дельфин» (Delta-IV в терминологии НАТО). С 1986 по 2022 год входил в состав 13-й, затем 31-й дивизии подводных лодок Северного флота. Порт приписки — Гаджиево.

## История строительства
Закладка К-84 произошла 17 февраля 1982 года на ПО «Севмашпредприятие» в Северодвинске, заводской номер 380. К-84 стал вторым в серии из семи подводных крейсеров этого типа, построенных с 1984 по 1992 год. Спуск на воду состоялся 17 марта 1985 года. 30 декабря того же года корабль вступил в строй.

## История службы
16 февраля 1986 года К-84 зачислен в состав 13-й дивизии 3-й флотилии подводных лодок Северного флота с базированием на губу Оленью. 
5 декабря 1989 года с К-84 в рамках операции «Бегемот-1» была осуществлена попытка произвести залп всеми 16 ракетами из подводного положения. Попытка закончилась неудачей, за несколько минут до старта, ещё при закрытых крышках шахт, возникло нарушение целостности баков горючего и окислителя в ракетной шахте № 6. В результате быстротекущего возгорания, приведшего к резкому повышению давления в шахте, была вырвана крышка шахты и произошел частичный выброс ракеты.
В 1996—2003 годах прошёл средний ремонт и модернизацию на предприятии «Звёздочка».
В феврале 1999 года получила наименование «Екатеринбург» в связи с установлением над ней шефства администрации г. Екатеринбурга. Администрация города постоянно оказывает шефскую помощь экипажу К-84 (дарит подарки, организует летний отдых для детей членов экипажа, ремонтирует казармы и т. п.).
В 2003 году на «Екатеринбурге» успешно прошли испытания ракетного комплекса по программе «Синева».
26 мая 2006 года запуском ракеты-носителя «Штиль» с «Екатеринбурга» был успешно запущен ИСЗ «Компас 2».
7 октября 2007 года офицеры с «Екатеринбурга» присутствовали на праздновании пятидесятипятилетия президента России Владимира Путина. Во время встречи он обратился к присутствующим: 
Сегодня у нас не подведение итогов, не совещание и даже не награждение, я встречаюсь сегодня с людьми, которых глубоко уважаю, уважаю за все, что сделали вы и ваши подчинённые для возвращения престижа армии.
13 июля 2009 года крейсер совершил успешный запуск баллистической ракеты на полную дальность.
20 мая 2011 года «Екатеринбург», находясь в подводном положении, осуществил успешный пуск межконтинентальной баллистической ракеты Р-29РМУ2.1 «Лайнер» из акватории Баренцева моря по полигону Кура на Камчатке.

### Пожар 29 декабря 2011 года
29 декабря 2011 года на находящейся в плавучем доке ПД-50 82-го судоремонтного завода в Росляково АПЛ произошёл пожар. Плановый доковый осмотр осложнился ввиду повреждения обтекателя ГАКа буксиром на этапе постановки в док. При вырезке технологического отверстия в обтекателе ГАК произошло возгорание из-за нарушения техники безопасности при проведении ремонтных работ, загорелись деревянные леса, которые окружали корпус подлодки.
Пожар перекинулся на лёгкий корпус с резиновым шумопоглощающим покрытием, затем на пространство между лёгким и прочным корпусами, включая баллоны ВВД. Пожар не затронул внутренние помещения субмарины, но возможно изменил характеристики прочного и лёгкого корпуса, а также затронул коммуникации. Для тушения пожара док вместе с подлодкой и оборудованием был притоплен до уровня рубки, после герметизации корпуса БПК «Вице-адмирал Кулаков», также находившегося в доке. По данным Интерфакс с отравлением были госпитализированы двое сотрудников МЧС и семеро военнослужащих.
Пожар продолжавшийся более 9 часов начался с возгорания строительного мусора. Только через 20 часов глава МЧС Сергей Шойгу сообщил о полной ликвидации пожара, уточнив что по левому борту ещё работают пожарные стволы: «там идет сильное испарение, поэтому гидранты используются для охлаждения корпуса лодки».
В ходе пожара был тяжело повреждён ГАК лодки, расположенный вне прочного корпуса в носовой части корабля, был нанесён серьёзный ущерб защитному «резиновому» покрытию лодки. Вопреки запретам в торпедных аппаратах находились боевые торпеды. По словам вице-премьера Дмитрия Рогозина наиболее сильно пострадал первый (торпедный) отсек, завершение ремонта планируется на 2014 год. Восстанавливать её будут на верфи центра судоремонта «Звездочка» в Северодвинске, хотя первоначально планировалось делать это на ПО «Севмаш».
Ущерб от пожара сперва оценивался в 1 миллиард рублей, затем была озвучена стоимость ремонта в 500 миллионов рублей. По словам вице-премьера Дмитрия Рогозина, снижение стоимости ремонта вызвано найденными резервами на замену пострадавшим, в первую очередь это касается антенн.
13 февраля 2012 года в издании «Коммерсантъ-Власть» со ссылкой на «сразу несколько независимых друг от друга источников в командовании ВМФ и на Северном флоте» появилась информация о нахождении боезапаса на борту горевшего «Екатеринбурга». Таким образом, издание сделало вывод, что в декабре 2011 года в России могла произойти крупная радиационная катастрофа, если бы огонь попал внутрь прочного корпуса лодки, где находились ракеты с ядерными боеголовками, торпеды и два атомных реактора.
К-84 «Екатеринбург» восстанавливался на ОАО «Центр судоремонта „Звёздочка“» в Северодвинске и передана ВМФ. 6 июня 2014 К-84 «Екатеринбург» выведен из эллинга ОАО «ЦС „Звёздочка“». 19 декабря 2014 года К-84 «Екатеринбург» после всех испытаний вернулся в состав ВМФ России. Срок службы К-84 «Екатеринбург» продлён до 2019 года. Объём работ и соответственно стоимость по устранению последствий пожара оказались меньшими, чем представлялось изначально, так как температурное воздействие не привело к деформации носовых элементов корпуса подлодки, не пришлось и заказывать новый ГАК, для замены поврежденных деталей удалось найти запасные.

### Дальнейшая карьера
В 2019 году окончился пятилетний межремонтный период крейсера, однако продления срока службы не произошло. В конце 2022 года АПЛ была выведена из состава СФ и списана с последующей утилизацией, однако Минобороны эту информацию не подтверждает и не комментирует.

## Командиры

#### Первый экипаж
1. А. А. Яковлев (04.1983—10.1989)
2. С. О. Дыкин (10.1989—08.1992)
3. Н. В. Дохин (09.1992—02.1993) ВРИД
4. С. Г. Сиянов (03.1993—1994?)
5. Кожемяченко (1994?—1995?)
6. Н. М. Панков (1995?—1998)
7. Ю. А. Яковлев (1998—2002)
8. А. В. Павловский (2002—2004)
9. С. Н. Клиженко (2004—2006)
10. А. А. Наварский (10.2006—8.2008)
11. К. В. Головко (2008—2017)
12. А. В. Плотников (2017—н. в.)

#### Второй экипаж
1. А. Д. Бакуменко (1984—01.1990)
2. И. К. Курдин (02.1990—12.1992)
3. А. С. Марков (2003—2012)